# 1942 Jablunka
1942 Jablunka је астероид главног астероидног појаса са пречником од приближно 14,02 km.
Афел астероида је на удаљености од 2,746 астрономских јединица (АЈ) од Сунца, а перихел на 1,890 АЈ.
Ексцентрицитет орбите износи 0,184, инклинација (нагиб) орбите у односу на раван еклиптике 24,368 степени, а орбитални период износи 1289,406 дана (3,530 године).
Апсолутна магнитуда астероида је 13,00 а геометријски албедо 0,056.
Астероид је откривен 30. септембра 1972. године.